# Larb
Larb (také laab, lap, lahb, lob, lop) je typ salátu z mletého masa. Jedná se o neoficiální národní pokrm Laosu, rozšířený také v Thajsku a celé jihovýchodní Asii.

## Charakteristika a rozšíření
Příprava larbu je jednoduchá, chuť je pikantní, aromatická a osvěžující. Existuje mnoho variant: tradičně se připravoval s orestovaným rýžovým práškem (v pánvi wok opražená rýže rozemleta na prášek, v současnosti lze zakoupit i předem připravenou surovinu), lze jej připravit z hovězího, telecího, kuřecího, krůtího i kachního masa, případně s rybou. Existují také varianty s přidanými houbami, odlišnými druhy rýže či rýžovými nudlemi.
Kromě Laosu (kde je pokládán za neoficiální národní jídlo) je tento typ salátu rozšířen například v severním Thajsku, Myanmaru nebo čínské provincii Jün-nan. Servíruje při běžné teplotě. V Laosu se larb podává s lepkavou rýží.

## Galerie

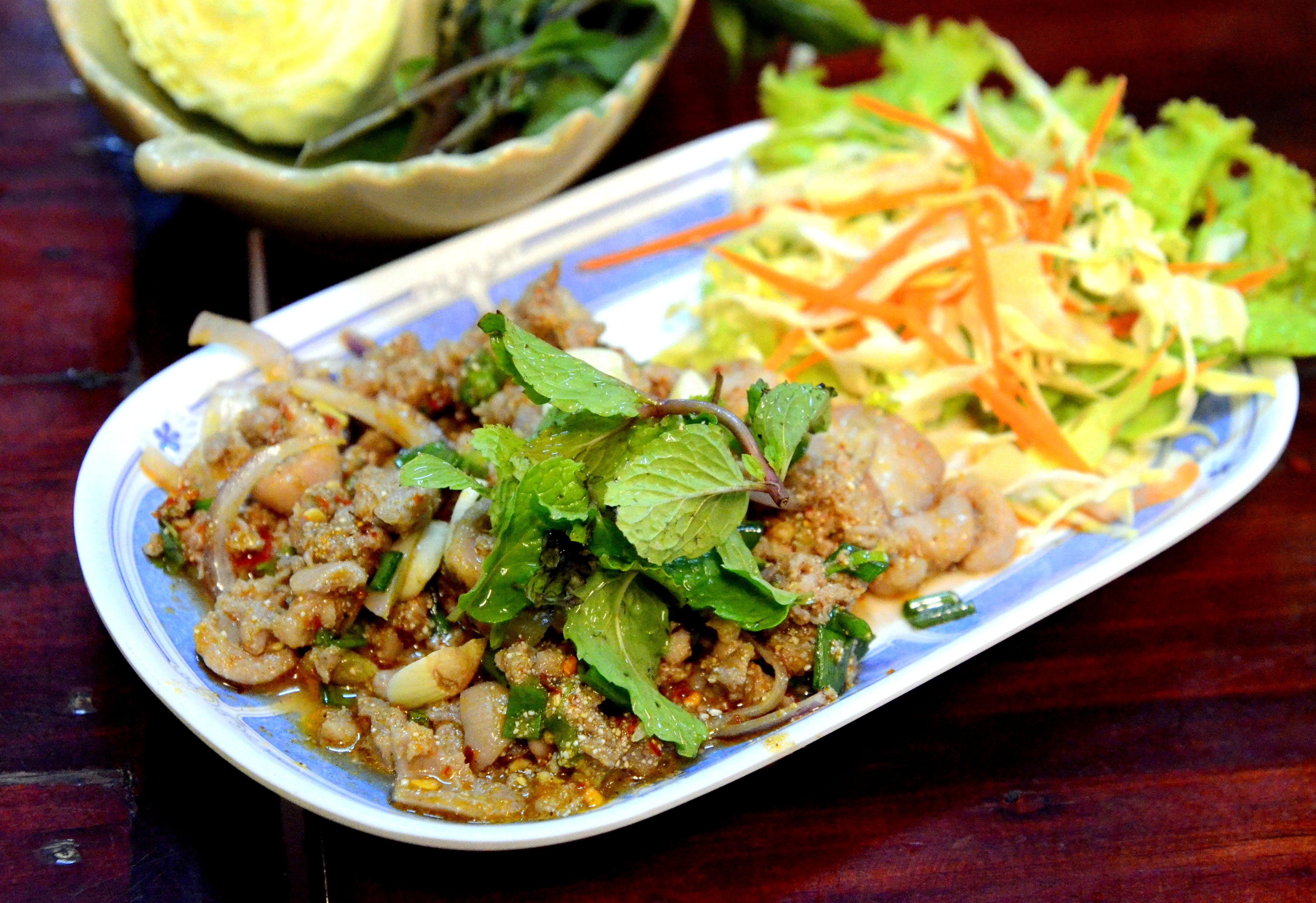
Larb ped s kachnou na laoský způsob, Čiang Mai
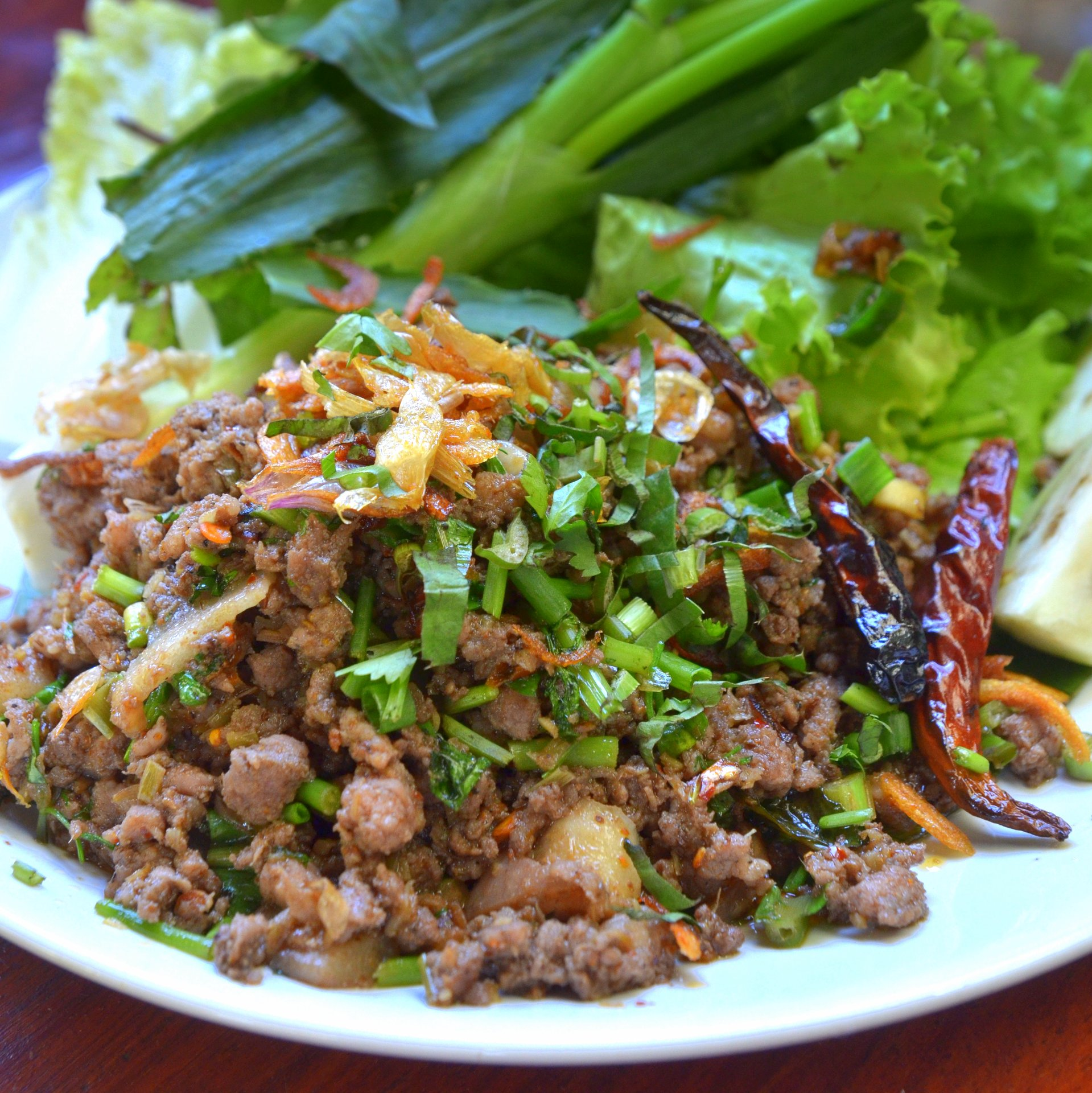
Larb khua mu, restovaný severothajský larb z vepřového masa, Čiang Mai
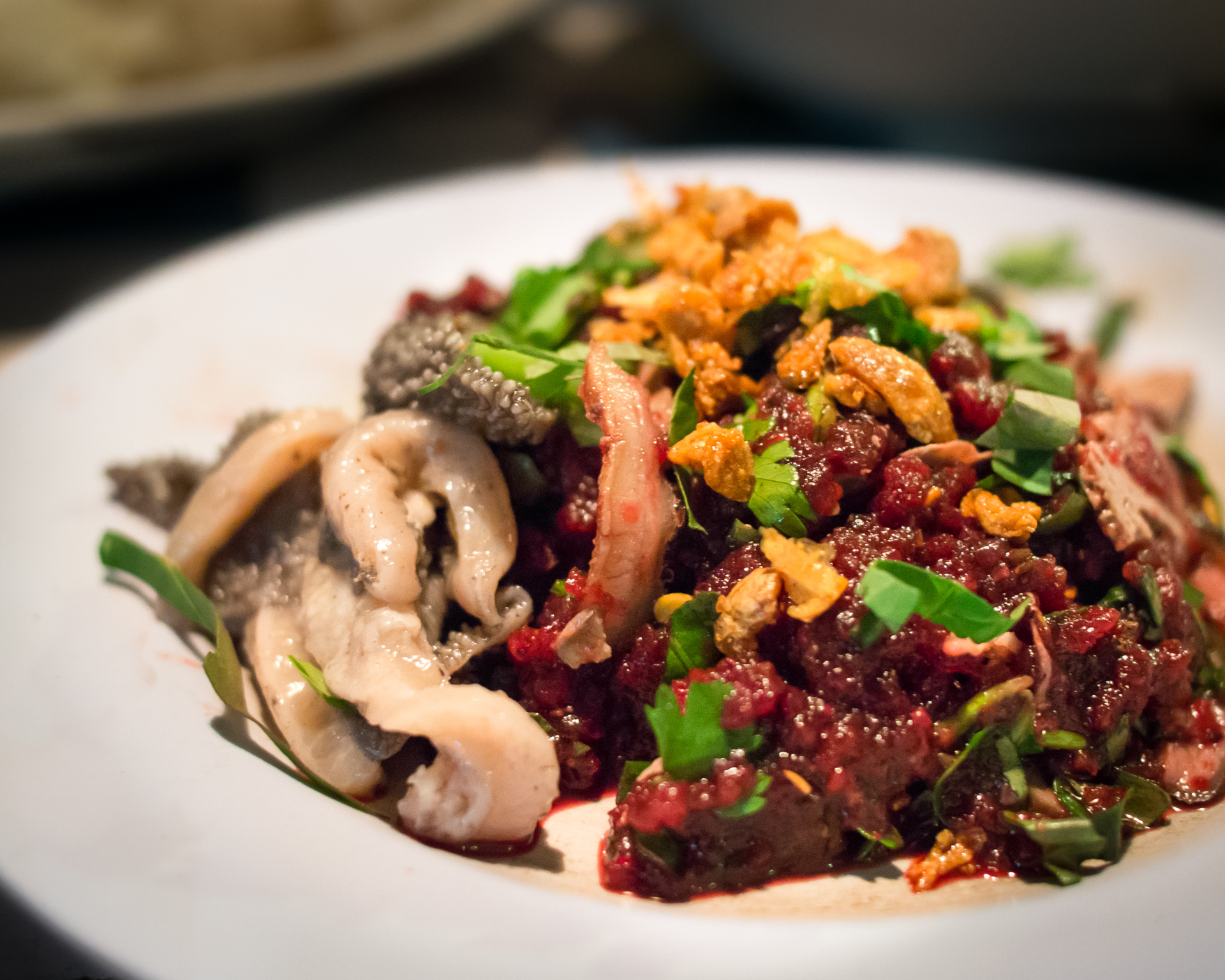
Larb ze syrového hovězího masa, Čiang Mai
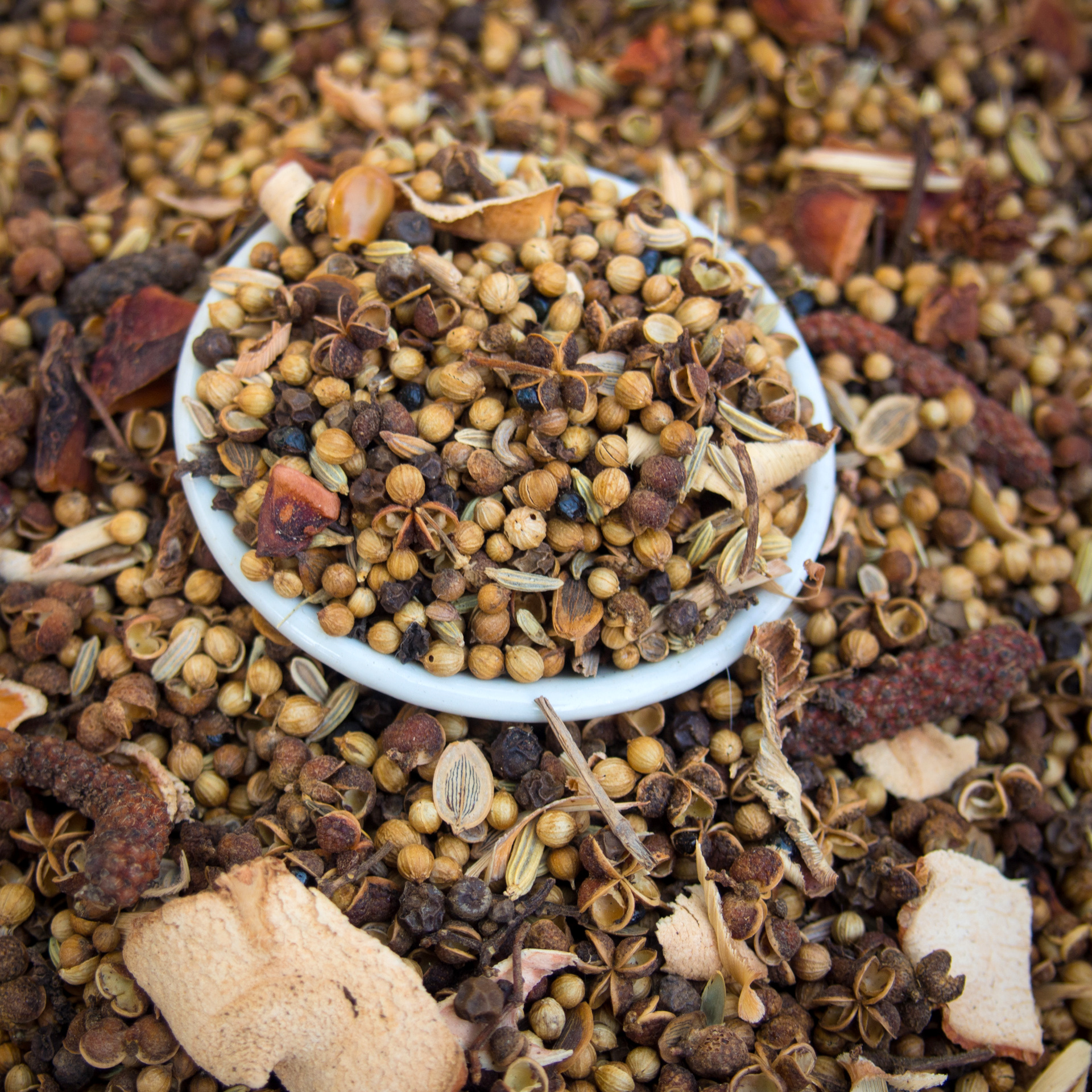
Phrik lap, směs sušeného koření používaného v severothajské variantě larbu